# Полюс (космический аппарат)
«Полюс» (Скиф-ДМ, изделие 17Ф19ДМ) — космический аппарат, динамический макет (ДМ) боевой лазерной орбитальной платформы «Скиф». Полезная нагрузка, использовавшаяся во время первого запуска ракеты-носителя «Энергия» в 1987 году.

## История создания

### Орбитальная платформа «Скиф»
«Скиф» — проект боевой лазерной орбитальной платформы массой свыше 80 тонн, разработка которого началась в конце 1970-х годов в НПО «Энергия» (в 1981 году, в связи с большой загруженностью объединения, тему «Скиф» передали в КБ «Салют»).
В частности, для лазерной орбитальной платформы в ОАО «Конструкторское Бюро Химавтоматики» был разработан газодинамический CO2 лазер ГДЛ РД0600 мощностью 100 кВт и габаритами 2140 × 1820 × 680 мм, прошедший к 2011 году[прояснить] полный цикл стендовой отработки.

### Динамический макет Скиф-ДМ
В рамках проекта «Скиф» на 1986—1987 годы был запланирован экспериментальный вывод на орбиту габаритно-весового макета станции (космический аппарат Скиф-ДМ) при помощи ракеты-носителя «Энергия».
Скиф-ДМ имел длину 37 метров, максимальный диаметр 4,1 метра и массу около 80 тонн. Он состоял из двух основных отсеков: меньшего — функционально-служебного блока и большего — целевого модуля.
Функционально-служебный блок представлял собой давно освоенный космический корабль снабжения орбитальной станции «Салют». Здесь размещались системы управления движением и бортовым комплексом, телеметрического контроля, командной радиосвязи, обеспечения теплового режима, энергопитания, разделения и сброса обтекателей, антенные устройства, система управления научными опытами. Все приборы и системы, не выдерживающие вакуума, располагались в герметичном приборно-грузовом отсеке.
В отсеке двигательной установки размещались 4 маршевых двигателя, 20 двигателей ориентации и стабилизации и 16 двигателей точной стабилизации, а также баки, трубопроводы и клапаны пневмогидросистемы, обслуживающей двигатели. На боковых поверхностях двигательной установки размещались солнечные батареи, раскрывающиеся после выхода на орбиту.
Программа полёта Скиф-ДМ включала в себя десять экспериментов: четыре прикладных и шесть геофизических.

## Запуск комплекса «Энергия-Скиф-ДМ» 15 мая 1987 года
Первоначально старт системы «Энергия-Скиф-ДМ» планировался на сентябрь 1986 года. Однако, из-за задержки изготовления аппарата, подготовки пусковой установки и других систем космодрома запуск отложили почти на полгода — на 15 мая 1987 года. Лишь в конце января 1987 года аппарат был перевезён из монтажно-испытательного корпуса на 92-й площадке космодрома, где он проходил подготовку, в здание монтажно-заправочного комплекса. Там 3 февраля 1987 года «Скиф-ДМ» был состыкован с ракетой-носителем «Энергия». На следующий день комплекс вывезен на универсальный комплексный стенд-старт на 250 площадке. Окончательно комплекс «Энергия-Скиф-ДМ» был готов к запуску лишь в конце апреля.
Запуск комплекса состоялся 15 мая 1987 года, с задержкой на пять часов. Две ступени «Энергии» отработали успешно. Через 460 секунд после старта «Скиф-ДМ» отделился от ракеты-носителя на высоте 110 километров. Процесс разворота космического аппарата после отделения от ракеты-носителя из-за ошибки коммутации электрической схемы длился дольше расчётного. В результате «Скиф-ДМ» не вышел на заданную орбиту и по баллистической траектории упал в Тихий океан. Несмотря на это, по оценке, указанной в отчёте, более 80 % запланированных опытов удалось выполнить.
15 мая 1987 года ТАСС опубликовало сообщение, в котором, в частности, говорилось:
В Советском Союзе начаты летно-конструкторские испытания новой мощной универсальной ракеты-носителя «Энергия», предназначенной для выведения на околоземные орбиты как многоразовых орбитальных кораблей, так и крупногабаритных космических аппаратов научного и народнохозяйственного назначения. Двухступенчатая универсальная ракета-носитель… способна выводить на орбиту более 100 тонн полезного груза… 15 мая 1987 года в 21 час 30 минут московского времени с космодрома Байконур осуществлен первый запуск этой ракеты… Вторая ступень ракеты-носителя… вывела в расчетную точку габаритно-весовой макет спутника. Габаритно-весовой макет после разделения со второй ступенью должен был с помощью собственного двигателя быть выведен на круговую околоземную орбиту. Однако из-за нештатной работы его бортовых систем макет на заданную орбиту не вышел и приводнился в акватории Тихого океана…

## Цели создания
«Скиф ДМ» создавался для уничтожения вражеских МБР и спутников.
Так же, вместе с созданием боевых космических станций, советские учёные проводили ряд экспериментов.
Эксперимент «ВП1» был посвящён отработке схемы выведения крупногабаритного космического аппарата по бесконтейнерной схеме. В эксперименте «ВП2» проводились исследования условий выведения крупногабаритного аппарата, элементов его конструкции и систем. Экспериментальной проверке принципов построения крупногабаритного и сверхтяжёлого космического аппарата (унифицированный модуль, системы управления, терморегулирования, электропитания, вопросы электромагнитной совместимости) был посвящён эксперимент «ВПЗ». В эксперименте «ВП11» планировалось отработать схему и технологию полёта. Программа геофизических экспериментов «Мираж» была посвящена исследованию влияния продуктов сгорания на верхние слои атмосферы и ионосферы. Эксперимент «Мираж1» («А1») должен был проводиться до высоты 120 километров на этапе выведения; эксперимент «Мираж-2» («А2») — на высотах от 120 до 280 километров при доразгоне; эксперимент «Мираж-3» («A3») — на высотах от 280 до Земли при торможении. Геофизические эксперименты «ГФ-1/1», «ГФ-1/2» и «ГФ-1/3» планировалось проводить при работе двигательной установки аппарата «Скиф-ДМ». Эксперимент «ГФ-1/1» был посвящён генерации искусственных внутренних гравитационных волн[уточнить] верхней атмосферы. Целью эксперимента «ГФ-1/2» было создание искусственного «динамо-эффекта» в земной ионосфере. Наконец, эксперимент «ГФ-1/3» планировался для создания крупномасштабных ионообразований в ионо- и плазмосферах (дыр и дактов)[уточнить]. Для этого «Полюс» оснащался большим количеством (420 килограммов) газовой смеси ксенона с криптоном (42 баллона, каждый емкостью 36 литров) и системой выпуска его в ионосферу.
После проведения экспериментов был получен весь необходимый материал по уточнению нагрузок на орбитальный корабль «Буран» в обеспечение его лётных испытаний. При запуске и автономном полете аппарата были выполнены все четыре прикладных эксперимента («ВП-1», «ВП-2», «ВП-3» и «ВП-11»), а также часть геофизических экспериментов («Мираж-1» и частично «ГФ-1/1» и «ГФ-1/3»).

В заключении по итогам пуска говорилось: 
«…Тем самым общие задачи пуска изделия, определённые задачами пуска, утвержденными MOM и УНКС, с учётом „Решения“ от 13 мая 1987 года по ограничению объёма целевых экспериментов, были выполнены по числу решённых задач более чем на 80 %».